# 以色列定點清除
定点清除（羅馬化：sikul memukad）或暗殺是以色列政府在與巴勒斯坦或與伊朗代理人等地區敵人的衝突中常用的策略與手段。

## 定義
目前国际法對「定點清除」一詞沒有明確定義。瑞士學者尼爾斯·梅爾澤寫道：「『定點清除』一詞是指使用可歸於國際法主體使用致命武力，以故意、預謀和審慎的方式殺死未被攻擊實施者實際拘留的個別選定人員」。

## 歷史
「定點清除」一詞在以色列的廣泛使用源於第二次巴勒斯坦大起義期間，當時以色列在2000年11月成為第一個公開提出「清算」和「先發製人定點清除」策略的國家。以色列在2001年之前均否認其實行過暗殺或法外處決行動。2000年11月，以色列首次公開承認在伯利恆附近的貝特薩胡爾發動定點清除：以軍的一架阿帕契直升機發射了四枚雷射導引飛彈，殺死了駕駛著三菱皮卡車的坦齊姆派領導人海珊·阿巴亞特，連帶造成兩名正在等候計程車的50歲家庭主婦死亡，和6名巴勒斯坦人受傷。此事件與以往使用狙擊手、偽裝特工進行的隱蔽暗殺行動不同，是在大庭廣眾目睹之下發生的定點清除行動。
卜采萊姆統計在2002年至2008年5月間，以色列一共定點清除了234名巴勒斯坦人，並造成153人的附帶傷亡。絕大部分的以色列定點清除均發生在由巴勒斯坦自治政府全權掌控的約旦河西岸A區，部分定點清除行動被以色列政府否認。大部分的定點清除均是大型軍事行動的一環，比如慕尼黑惨案後摩薩德對慘案兇手的暗殺行動、第二次大起義之後的清算行動、2008至2009年加沙戰爭期間的空襲等。據報道，作為以色列與哈瑪斯等巴勒斯坦組織為結束2014年加沙戰爭而達成的長期停火協議的一部分，以色列承諾將停止針對巴勒斯坦恐怖分子和派別領導人的定點清除行動。

## 政策
以色列在第二次大起義前的暗殺行動往往是為了報復目標先前的罪行，需要準司法委員會判定目標有罪後才能採取行動。但隨著第二次巴勒斯坦大起義起自殺式爆炸襲擊的不斷增加，時任以色列总理艾里爾·夏隆不再將目標是否參與襲擊以色列的證據視為決定性因素，並將對目標定點清除的決定權交給了總理和辛貝特。據報道在第二次巴勒斯坦大起義期間，夏隆曾與美國總統喬治·W·布希政府達成協議，即以色列停止在約旦河西岸佔領區建設定居點，來換取美國政府對以色列暗殺巴勒斯坦人的支持。
以色列最高法院在審理發生在巴勒斯坦领土上定點清除行動的合法性時，於2006年12月14日裁定：此類行動發生在「國際武裝衝突」中，但根據國際法「恐怖份子」身為平民，並不具備戰鬥員身份。然而在法院看來，他們是直接參與敵對行動的平民，這意味著他們失去了國際法對他們的豁免權。法院還裁定，根據欧洲人权法院在麥肯等人訴英國案的審判先例，此類事件必須使用「比例原則」，在軍事必要性與人道之間取得平衡。而如果目標身分存在「強而有力且有說服力的情報」、任務有助於遏制恐怖活動、並且如果其他手段（例如試圖逮捕目標）會嚴重危及士兵的生命，則允許暗殺。
美國國務院前法律顧問亞伯拉罕·大衛·索法爾法官表示：
……在國際事務中，自衛殺人並不構成「暗殺」，正如我們的警察部隊針對國內兇手實施的自衛殺人一樣，也並非謀殺。聯邦政府已權威認定，自衛定點清除不屬於暗殺禁令的範疇。 
然而索法爾總結道，從事此類活動的國家必須公開承認其責任並對所犯的錯誤承擔責任。這種以保護自身為理由來正當化暗殺的說法遭到了包括國際特赦組織在內的許多人的批評。
以色列軍隊堅稱，在缺乏明顯手段逮捕或以其他方式挫敗攻擊的情況下，採取此類軍事行動是為了防止即將發生的攻擊。以色列最高法院在2006年12月14日的裁定中也認定定點清除是針對恐怖分子的合法自衛形式，並概述了使用定點清除的若干條件。
以色列調查記者羅南·伯格曼稱，定點清除的做法是在第二次世界大戰後發展起來的，且至今以色列比任何其他西方民主國家都更多地使用了這種做法。

## 方法

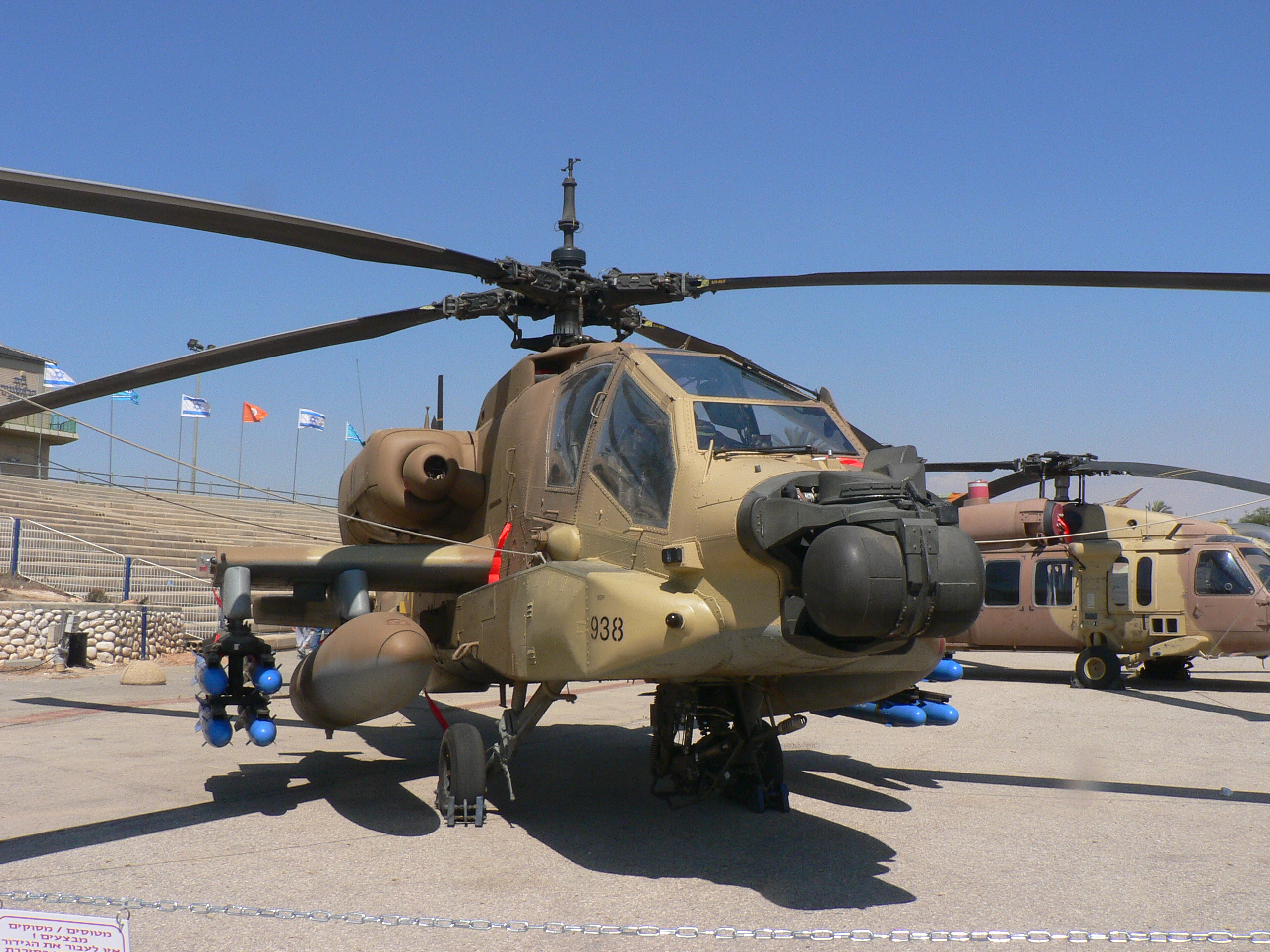
AH-64阿帕契直升機由於可以發射精確導引武器，所以經常被以色列用來執行定點清除行動。

自第二次大起義起，以色列的定點清除行動通常是由辛貝特調查並提供關於目標的情報後，再由以色列空军出動攻擊直升機（通常是阿帕契直升機）發射导弹將目標消滅，倘若行動需要用到重型炸彈的時候則會出動F-16戰鬥機。其他策略包括派遣由以色列情報或軍事人員組成的突擊小組，潛入已知目標人物藏匿的地點，並使用小型武器或爆炸物消滅對方。此外以色列也曾出動狙擊手來執行行動，例如2001年對薩貝特·薩貝特醫生的刺殺案。如今也有行動是透過無人戰鬥航空載具完成。

## 目標
以色列在第二次大起義期間定點清除了諸多哈瑪斯高層成員：賈米勒·賈達拉·卡伊斯米（Jamil Jadallah al-Qawasmeh，2001年10月31日）、馬哈茂德·阿舒利(阿布·哈努德)（Mahmoud a-Shuli(Abu Hanud)，2001年11月23日）、薩拉赫·謝哈德（2002年7月22日）、易卜拉欣·馬卡德瑪（2003年3月8日）、伊斯梅爾·阿布·沙納布（2003年8月21日）、艾哈迈德·亚辛（2004年3月22日）、阿卜杜勒-阿齐兹·兰提西（2004年4月17日）、阿德南·古勒（2004年10月21日）。
雖然「定點清除」一詞通常指以空襲達成的暗殺行動，以色列安全部隊過去也曾以其他方式擊斃巴勒斯坦高階武裝份子，但這些行動從未被官方承認。其他知名的涉及多個目標的定點清除事件包括：摩薩德對造成1972年慕尼黑惨案的黑色九月组织和巴勒斯坦解放組織（PLO）成員發動一連串暗殺行動，行動中還造成了利樂漢瑪誤殺事件；1973年摩薩德在貝魯特發動「青春之泉行動」刺殺三名PLO高層成員，分別是穆罕默德·優素福·納賈爾、卡迈勒·阿德万和卡邁勒·納賽爾。